# Xã Greatstone, Quận McLean, Bắc Dakota
Xã Greatstone (tiếng Anh: Greatstone Township) là một xã thuộc quận McLean, tiểu bang Bắc Dakota, Hoa Kỳ. Năm 2010, dân số của xã này là 44 người.